# Miguel Gallardo
Miguel Gallardo (ur. 27 grudnia 1955 w Lleida, zm. 21 lutego 2022 w Barcelonie) – hiszpański rysownik, autor komiksów.
Był znany jako przedstawiciel hiszpańskiej sceny undergroundowego komiksu lat 1970 i 1980, publikował w magazynach takich jak El Víbora, Cairo, Complot i Viñetas. Jego najważniejszą wykreowaną postacią był Makoki. Później wybrał gatunek biograficzny, publikując dzieła takie jak Un largo silencio i wielokrotnie nagradzaną María y yo (Maria i ja). Gallardo zmarł 21 lutego 2022 roku w wieku 66 lat.

## Nagrody i wyróżnienia
- 2008: Premio Haxtur za „Najlepszą okładkę” za „María y yo”
- 2008: nominacja do nagrody Premio Haxtur za „Najlepsze opowiadanie” za „María y yo” w Salón Internacional del Cómic del Principado de Asturias Gijón
- 2013: otrzymał Nagrodę Gráffica[2].